# ستيفن كليمونز
ستيفن كليمونز (بالإنجليزية: Steven Clemons)‏ هو مدون أمريكي، ولد في 1962 في سالينا في الولايات المتحدة.

## وصلات خارجية
- ستيفن كليمونز على موقع IMDb (الإنجليزية)
- ستيفن كليمونز على موقع إن إن دي بي (الإنجليزية)